# Batmönkhiin Sarantuyaa
En aquest nom mongol, el nom és «Sarantuyaa» i «Batmönkhiin» és un patronímic, no pas un cognom.
Batmönkhiin Sarantuyaa (mongol: Батмөнхийн Сарантуяа)  (Ulaanbaatar, 20 d'abril de 1970) més coneguda pel seu nom artístic Sarantuya (o simplement Saraa), és una cantant de mezzosoprano mongola que ha estat una figura important en l'escena de la música pop de Mongòlia des de finals de la dècada del 1980. Encara és molt popular entre la població mongola i és reconeguda com la «reina de la música pop mongola». Saraa és l'artista mongola més venuda de tots els temps, amb èxits com «Torson Odriin Bayar», «Bi Jargaltai», «Argagui Amrag» i altres. El primer concert en viu en solitari de Saraa, anomenat «Setgeliin Khug», va ser el 1994 amb 1325 admiradors. Al llarg de la seva carrera, ha publicat un total de 15 àlbums d'estudi.
Saraa va començar a cantar en una petita banda anomenada Mungun Harandaa (Llapis de plata).

## Premis
Coneguda com la «Diva del Pop», Saraa va ser nomenada «Cantant del segle», un honor sense precedents per a un mongol. També ha rebut nombrosos premis, un dels quals és el de «Millor artista» de Pentatonic, un festival de música convencional que se celebra anualment a Mongòlia.

## Vida personal
La mare de Saraa és d'origen iacut. Saraa està divorciada i té dos fills, un noi i una noia. Va estar casada amb Boldkhuyag, un executiu del Banc Golomt.

## Discografia
| Títol                                                 | Any  |
| ----------------------------------------------------- | ---- |
| Зүүдний говь (Somnis del Gobi)                        | 1993 |
| Инээмтгий хүн (Una persona somrient)                  | 1994 |
| Аргагүй амраг (Sens dubte, un amant)                  | 1996 |
| Миний дуу (La meva cançó)                             | 1997 |
| Эгэл сэтгэл (Cor senzill)                             | 1998 |
| Хайрын зөрлөг (Cruïlla d'amor)                        | 2000 |
| Тэгвэл хоёулаа (Llavors tots dos) (cançons infantils) | 2001 |
| Saraa De Mооn                                         | 2002 |
| Би жаргалтай (Estic contenta) (2 CD)                  | 2003 |
| Шинэ жилийн аялгуу (Melodia de Cap d'Any)             | 2004 |
| Өнөөдөр ирсэн дурлал (L'amor que ha vingut avui)      | 2007 |
| Төрсөн өдрийн аялгуу (Melodia d'aniversari)           | 2009 |
| Аргагүй Монгол аялгуу (Dialecte mongol)               | 2011 |